# Hymnes de toutes les fêtes solennelles
Les Hymnes de toutes les fêtes solennelles sont, avec L'Office de la Sainte Vierge, la principale contribution de Tristan L'Hermite à la poésie religieuse, publiés à titre posthume en 1665. Extrêmement rares, longtemps ignorés, leur texte n'est redécouvert qu'en 1957.

## Présentation

### Texte
Le titre complet du recueil est Les Exercices spirituels qui enseignent au Chrétien la vraie manière de bien prier Dieu, suivi des Hymnes de toutes les fêtes solennelles traduites en vers français par F. Tristan L'Hermite. Il s'agit de quarante-trois pièces, traduites en vers ou en prose (no 41 et 43). La traduction de Tristan, « d'une façon générale, compte le même nombre de vers que l'hymne originale : les quatrains français correspondent à autant de quatrains latins, de même pour les sixains ».

### Publication
Le recueil de Hymnes de toutes les fêtes solennelles est publié en 1665. Il n'est redécouvert qu'en 1957.

## Postérité

### Éditions nouvelles
Les Hymnes de toutes les fêtes solennelles sont réédités en 2002 dans le tome III des Œuvres complètes de Tristan L'Hermite.

### Œuvres complètes
- Jean-Pierre Chauveau et al., Tristan L'Hermite, Œuvres complètes (tome II) : Poésie I, Paris, Honoré Champion, coll. « Sources classiques » (no 41), 2002, 576 p. (ISBN 978-2-745-30606-7)

### Ouvrages cités
- Napoléon-Maurice Bernardin, Un Précurseur de Racine : Tristan L'Hermite, sieur du Solier (1601-1655), sa famille, sa vie, ses œuvres, Paris, Alphonse Picard, 1895, XI-632 p.
- Amédée Carriat (présentation et annotations), Tristan L'Hermite : Choix de pages, Limoges, Éditions Rougerie, 1960, 264 p.